# Kobeshäuschen
Kobeshäuschen ist ein Wohnplatz im Norden der bergischen Großstadt Wuppertal.

## Lage und Beschreibung
Der Wohnplatz liegt im Norden des Wohnquartiers Dönberg im Stadtbezirk Uellendahl-Katernberg an der Straße Ibacher Mühle auf einer Höhe von 278 m ü. NHN unmittelbar an der Stadtgrenze zu Velbert.
Benachbarte Orte sind neben Dönberg die Wohnplätze und Hofschaften Schmiede, Ibach, Neue Welt, Schnappbrücke, Peckeshütt, Pottstemmer, Fettenberg, Weißenhaus, Weißenibach, Schell, Junkernbruch und Jommerhönschen sowie die Velberter Ortschaften Staudt, Köttgen, Lippgeskothen, Lippersfeld, Straße und Obere und Untere Hageroth.
In der lokalen Mundart wurde der Ort auch als Kobeshötte oder neuer Heeg bezeichnet.

## Geschichte
Im 19. Jahrhundert gehörte Kobeshäuschen zu den Außenortschaften der Bauerschaft und der Kirchengemeinde Dönberg in der Bürgermeisterei Hardenberg, die 1935 in Neviges umbenannt wurde. Damit gehörte es von 1816 bis 1861 zum Kreis Elberfeld und ab 1861 zum alten Kreis Mettmann. 
Im Gemeindelexikon für die Provinz Rheinland von 1888 werden für Neue Welt ein Wohnhaus mit fünf Einwohnern angegeben.
Der Ort ist auf der Topographischen Aufnahme der Rheinlande von 1824 als am neuen Heeg und auf der Preußischen Uraufnahme von 1843 unbeschriftet eingezeichnet. Auf Messtischblättern ist der Ort als Kobeshäuschen beschriftet.
Mit der Kommunalreform von 1929 wurde der südliche Teil von Dönberg abgespalten und mit weiteren, außerhalb von Dönberg liegenden Nevigeser Ortschaften in die neu gegründete Stadt Wuppertal eingemeindet, der Rest Dönbergs mit Kobeshäuschen verblieb zunächst bei Neviges. Durch die nordrhein-westfälische Gebietsreform kam Neviges mit Beginn des Jahres 1975 zur Stadt Velbert und das restliche Dönberg wurde ebenfalls in Wuppertal eingemeindet.